# 兰斯特
兰斯特（荷蘭語：Ranst，荷蘭語發音：[rɑnst] ⓘ），又译朗斯特，是比利时弗拉芒大區安特衛普省安特衛普區的一个市镇，通行荷蘭語，是弗拉芒社群的一部分，面积43.58平方千米，人口19,187人（2020年1月1日）。

## 人物
- 約瑟夫·西蒙斯（英语：Jozef Simons）（1888年－1948年），作家與詩人，生於兰斯特乌勒海姆。

## 友好城市
- 德国 黑布施泰因（1968年）